# Fascia obturateur
Le fascia obturateur est une membrane fibreuse qui tapisse la face interne du muscle obturateur interne.

## Structure
Le fascia obturateur suit l'origine du muscle obturateur interne. En haut le long de la partie postérieure de la ligne arquée de l'ilion où il est continu avec la partie iliaque du fascia ilio-psoïque.
Il se poursuit vers l'avant en se séparant progressivement de la partie iliaque, complète le canal obturateur et s'attache à l'arrière de la branche supérieure du pubis.
En dessous il s'attache au processus falciforme du ligament sacro-tubéral et à l'arcade pubienne où il se poursuit avec le fascia supérieur du diaphragme pelvien.
Entre la symphyse pubienne et l'épine ischiatique le fascia présente un épaississement formant l'arcade tendineuse du muscle élévateur de l'anus (ou arc tendineux du releveur de l'anus). Le muscle ilio-coccygien s'y insère.
La partie située au-dessus de l'arcade constitue la partie supradiaphragmatique du fascia obturateur et la parie située en dessous forme sa partie infradiaphragmatique.
Par son dédoublement, le fascia obturateur contribue à délimiter sur sa face interne le canal pudendal livrant passage au nerf pudendal, à l'artère et la veine pudendale interne.